# Kabupaten de Ponorogo
Le kabupaten de Ponorogo est situé dans la province de Java oriental. Son chef-lieu est la ville du même nom.

## Subdivisions administratives

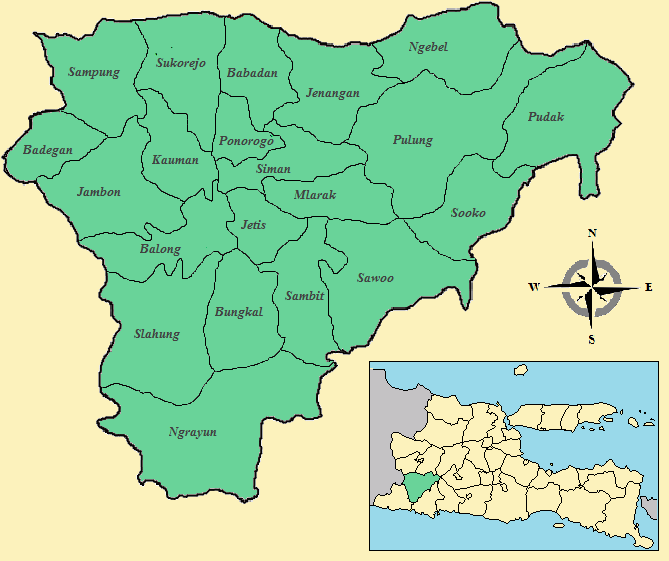
Les subdivisions administratives du kabupaten de Ponorogo

## Culture

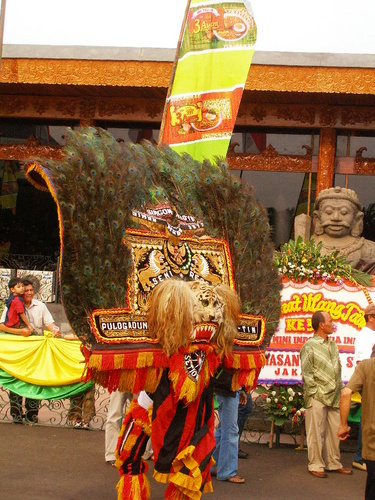
Danseur de reog

Ponorogo est connue en Indonésie pour sa danse du reog.
Sur le plan culinaire, la spécialité de la région est son sate, brochette de poulet mariné et grillé servie avec une sauce à base de cacahuètes, d’échalote, de piment et de citron vert.

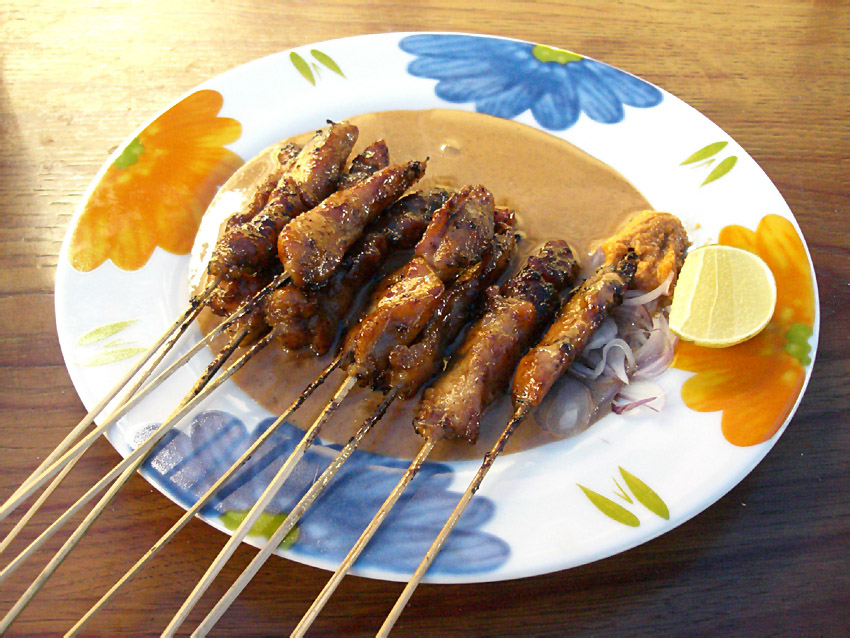
Le sate Ponorogo

### La tradition duLarung Sesaji
Le lac de Ngebel se trouve dans le kecamatan (district) du même nom, à 24 km au nord-est de la ville de Ponorogo, au pied du mont Wilis (7° 46′ 00″ S, 111° 37′ 00″ E), à 734 mètres au-dessus du niveau de la mer. Sa superficie est de 1,5 km².
La légende raconte que les habitants se moquèrent d'un jeune mendiant du nom de Baru Klinting qui se présenta un jour à leur village. C'était en réalité la forme humaine qu'avait prise un dragon que les villageois avaient tué. Seule une jeune fille, Nyai Latung, fut bonne envers lui. Le jeune mendiant se mit en colère et inonda le village. donnant le lac Ngebel. Seule Nyai Latung fut sauvée.
On compte quatre endroits où les villageois déposent des offrandes, dont les grottes de Kumambang, de Nyai Latung et de Bebong. Les jeudis soir, nombreux sont ceux qui viennent déposer des offrandes.
La nuit du 1er du mois javanais de Suro (1er de Muharram dans le calendrier musulman), les habitants du lieu font une offrande au lac, en javanais larung sesaji. Une chèvre blanche est sacrifiée. Son sang est recueilli dans un drap blanc, qui est ensuite jeté dans le lac. Sa tête est également jetée dans le lac, tandis que chacune de ses quatre pattes est enterrée en l'un des lieux sacrés ci-dessus. Tout le long du chemin qui mène au lac, les villageois ont planté des torches pour l'éclairer.
Cette tradition ne fait pas l'unanimité. Une partie de la population considère en effet que ce sacrifice est étranger à l'islam. Elle préfère donc organiser une autre cérémonie le lendemain, c'est-à-dire le 1er de Suro. Cette fois-ci, l'offrande jetée au lac consiste en riz et autres aliments, et est suivie d'une prière.